# Espíritu Santo en el cristianismo
Este artículo trata sobre la tercera persona de la Trinidad en el cristianismo trinitario.

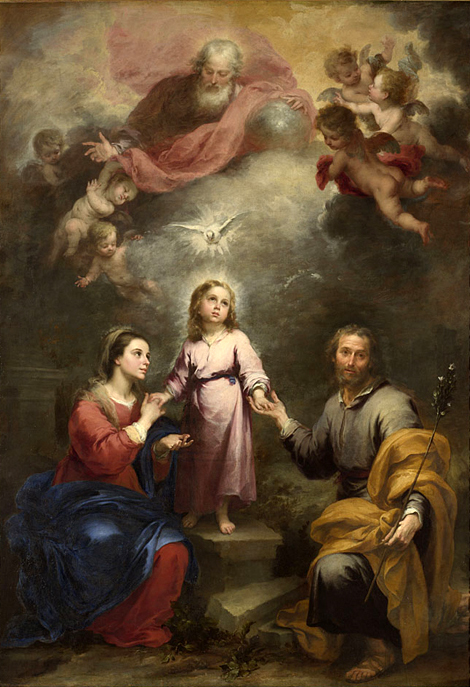
El Espíritu Santo como paloma en la Santísima Trinidad unida a la Trinidad Terrenal a través de la Encarnación del Dios Hijo, en Las Trinidades Celestial y Terrenal por Murillo, c. 1677

Para la mayoría de las confesiones cristianas, el Espíritu Santo se considera la tercera persona de la Santísima Trinidad, un Dios Trino manifestado como Dios Padre, Dios Hijo y Dios Espíritu Santo, siendo cada entidad en sí misma Dios.
Los cristianos  no trinitarios, que rechazan la doctrina de la Trinidad, difieren significativamente de la corriente principal del cristianismo en sus creencias sobre el Espíritu Santo. En la teología cristiana, la pneumatología es el estudio del Espíritu Santo. Debido a la relación histórica del cristianismo con el judaísmo, los teólogos a menudo identifican al Espíritu Santo con el concepto del Ruach Hakodesh en las escrituras judías, en la teoría de que Jesús (que era judío) estaba ampliando estos conceptos judíos. Nombres similares, e ideas, incluyen el Ruach Elohim (Espíritu de Dios), Ruach YHWH (Espíritu de Yahvé), y el Ruach Hakodesh (Espíritu Santo). En el Nuevo Testamento se identifica con el Espíritu de Cristo, el Espíritu de la Verdad, el Paráclito y el Espíritu Santo.
El Nuevo Testamento detalla una estrecha relación entre el Espíritu Santo y Jesús durante su vida terrenal y ministerio. Los Evangelios de Mateo y Lucas y el Credo Niceno afirman que Jesús fue "concebido por el Espíritu Santo, nacido de la Virgen María". El Espíritu Santo descendió sobre Jesús como una paloma durante su bautismo, y en su Discurso de Despedida después de la última cena Jesús prometió enviar el Espíritu Santo a sus discípulos después de su partida.
El Espíritu Santo se denomina "el Señor, el Dador de Vida" en el Credo de Nicea, que resume varias creencias clave mantenidas por muchas confesiones cristianas. La participación del Espíritu Santo en la naturaleza tripartita de la conversión es evidente en la instrucción final de Jesús  posterior a la resurrección a sus discípulos en la final del Evangelio de Mateo, "Haced discípulos de todas las naciones, bautizándolos en el nombre del Padre y del Hijo y del Espíritu Santo. " Desde el siglo I, los cristianos también invocan a Dios con la fórmula trinitaria. "Padre, Hijo y Espíritu Santo" en la oración, la absolución y la bendición. En el libro de los Hechos de los Apóstoles la llegada del Espíritu Santo ocurre cincuenta días después de la resurrección de Cristo, y se celebra en la cristiandad con la fiesta de Pentecostés.

## Etimología y uso
La palabra griega Koiné pneûma (πνεῦμα, pneuma) se encuentra alrededor de 385 veces en el Nuevo Testamento, y algunos estudiosos difieren entre tres y nueve ocurrencias. Pneuma aparece 105 veces en los cuatro evangelios canónicos, 69 veces en los Hechos de los Apóstoles, 161 veces en las epístolas paulinas, y 50 veces en otros lugares. Estos usos varían: en 133 casos se refiere a "espíritu" y en 153 casos a "espiritual". Alrededor de 93 veces, la referencia es al Espíritu Santo, a veces bajo el nombre de pneuma y a veces explícitamente como el pneûma tò Hagion (Πνεῦμα τὸ Ἅγιον). (En unos pocos casos también se utiliza simplemente de forma genérica para significar viento o vida.) Se tradujo generalmente en la Vulgata como Spiritus y Spiritus Sanctus.
Los términos ingleses Holy Ghost y Holy Spirit son sinónimos completos: uno deriva del idioma anglosajón gast y el otro del préstamo lingüístico del  latín spiritus. Al igual que pneuma, ambos se refieren al aliento, a su poder de animación, y al alma. El término inglés antiguo es compartido por todas las demás lenguas germánicas (compárese, por ejemplo, el alemán Geist) y es más antiguo; la Biblia del Rey Jacobo suele utilizar "Espíritu Santo". A partir del siglo XX, las traducciones prefieren abrumadoramente "Espíritu Santo", en parte porque el término inglés general ghost ha llegado a referirse cada vez más solamente al espíritu de una persona muerta.

## Nombres

### Biblia hebrea
Fuentes:
- וְר֣וּחַ קָדְשׁ֑וֹ (Ruah qadesow) – Su Espíritu Santo (Isaías 63:10)[23]
- וְר֣וּחַ קָ֝דְשְׁךָ֗ (Ruah qadseḵa) – tu Espíritu Santo (Salmos 51:11)[24]
- וְר֣וּחַ אֱלֹהִ֔ים (Ruah Elohim) – Espíritu de Dios (Génesis 1:2)[25]
- נִשְׁמַת־ר֨וּחַ חַיִּ֜ים (Nismat Ruah hayyim) – El Aliento del Espíritu de Vida (Génesis 7:22)[26]
- ר֣וּחַ יְהוָ֑ה (Ruah YHWH) – Espíritu de YHWH (Isaías 11:2)[27]
- ר֧וּחַ חָכְמָ֣ה וּבִינָ֗ה (Ruach hakmah ubinah) – Espíritu de Sabiduría y Entendimiento (Isaías 11:2)[27]
- ר֤וּחַ עֵצָה֙ וּגְבוּרָ֔ה (Ruah esah ugeburah) – Espíritu de consejo y poder (Isaías 11:2)[27]
- ר֥וּחַ דַּ֖עַת וְיִרְאַ֥ת יְהוָֽה (Ruah daat weyirat YHWH) – Espíritu de conocimiento[28] y temor de YHWH (Isaías 11:2)[27]

### Nuevo Testamento
- πνεύματος ἁγίου (Pneumatos Hagiou) – Espíritu Santo (Mateo 1:18)[29]
- πνεύματι θεοῦ (Pneumati Theou) – Espíritu de Dios (Mateo 12:28)[30]
- ὁ παράκλητος (Ho Paraclētos) – El Consolador, cf. Paráclito Juan 14:26 (Juan 16:7)[31]
- πνεῦμα τῆς ἀληθείας (Pneuma tēs Alētheias) – Espíritu de Verdad (Juan 16:13)[32]
- Πνεῦμα Χριστοῦ (Pneuma Christou) – Espíritu de Cristo (1 Pedro 1:11)[33]

Dependiendo del contexto:
- πνεῦμα (Pneuma) – Espíritu (Juan 3:8)[34]
- Πνεύματος (Pneumatos) – Espíritu (Juan 3:8)

## Representación bíblica

### Antiguo Testamento
Lo que la Biblia hebrea llama «Espíritu de Dios» y «Espíritu de Elohim» se llama en el Talmud y en el Midrash «Espíritu Santo» (ruacḥ ha-kodesh). Aunque la expresión «Espíritu Santo» aparece en el Salmo 51:11 y en Isaías 63:10-11, todavía no había adquirido el mismo significado que se le atribuía en la literatura rabínica: en esta última equivale a la expresión «Espíritu del Señor». En Gen.1:2 el espíritu de Dios se cernía sobre la forma de la materia sin vida, haciendo así posible la Creación. Aunque el ruach ha-kodesh puede ser nombrado en lugar de Dios, fue concebido como algo distinto; y, como todo lo terrenal que viene del cielo, el ruach ha-kodesh está compuesto de luz y fuego. El signo más característico de la presencia del ruach ha-kodesh es el don de la profecía. El uso de la palabra ruach (hebreo: "aliento", o "viento") en la frase ruach ha-kodesh parece sugerir que las autoridades judaicas creían que el Espíritu Santo era una especie de medio de comunicación como el viento. El espíritu habla a veces con voz masculina y a veces con voz femenina; la palabra ruacḥ es tanto masculina como femenina.

### Nuevo Testamento
El término Espíritu Santo aparece al menos 90 veces en el Nuevo Testamento. Lo sagrado del Espíritu Santo para los cristianos se afirma en los tres Evangelios sinópticos, que proclaman que la blasfemia contra el Espíritu Santo es el  pecado imperdonable. La participación del Espíritu Santo en la Santísima Trinidad sugiere en las últimas apariciones de Jesús resucitado las instrucciones a sus discípulos al final del Evangelio de Mateo (28:19): Id, pues, y haced discípulos a todas las naciones, bautizándolas en el nombre del Padre y del Hijo y del Espíritu Santo.

#### Evangelios sinópticos

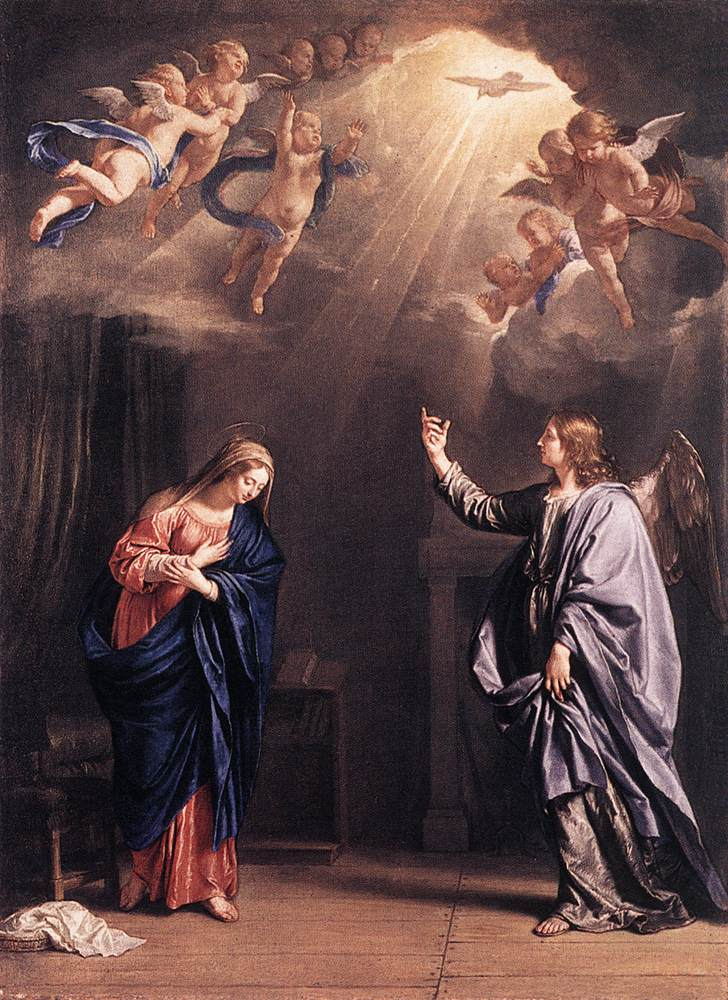
El Espíritu Santo como paloma en La Anunciación, de Philippe de Champaigne, 1644.

El Espíritu Santo es mencionado por los tres autores de los Evangelios sinópticos. La mayoría de las referencias son del autor del Evangelio de Lucas; este énfasis lo continúa el mismo autor en el Libro de los Hechos.
El Espíritu Santo no aparece simplemente por primera vez en Pentecostés después de la resurrección de Jesús, sino que está presente en el Evangelio de Lucas (en el 1-2) antes del nacimiento de Jesús. En Lucas 1:15, se dice que Juan el Bautista fue "lleno del Espíritu Santo" antes del nacimiento, y el Espíritu Santo vino sobre la Virgen María en Lucas 1:35. En Lucas 3:16, Juan el Bautista declaró que Jesús no bautizó con agua sino con el Espíritu Santo; y el Espíritu Santo descendió sobre Jesús durante su bautismo en el río Jordán. En Lucas 11:13, Jesús proporcionó garantías de que Dios el Padre daría el Espíritu Santo a los que se lo pidieran.
Marcos 13:11 se refiere específicamente al poder del Espíritu Santo para actuar y hablar a través de los discípulos de Jesús en tiempos de necesidad: No os preocupéis de antemano por lo que habréis de hablar, sino que todo lo que se os dé en esa hora, eso hablaréis; porque no sois vosotros los que habláis, sino el Espíritu Santo. Mateo 10:20 se refiere al mismo acto de hablar a través de los discípulos, pero utiliza el término Espíritu de vuestro Padre.

##### Hechos de los Apóstoles
Los Hechos de los Apóstoles se han llamado a veces el "Libro del Espíritu Santo" o los "Hechos del Espíritu Santo". De las aproximadamente setenta apariciones de la palabra Pneuma en Hechos, cincuenta y cinco se refieren al Espíritu Santo.
Desde el principio, el libro de los Hechos de los Apóstoles(Hechos 1:2), se recuerda que el ministerio de Jesús, mientras estuvo en la tierra, se llevó a cabo mediante el poder del Espíritu Santo y que los "actos de los apóstoles" continúan los actos de Jesús y también son facilitados por el Espíritu Santo. Hechos presenta al Espíritu Santo como el "principio vital" del Iglesia primitiva y proporciona cinco instancias separadas y dramáticas de su derramamiento sobre los creyentes en Hechos 2:1-4, 4:28-31, 8:15-17, 10:44, y 19:6.
Las referencias al Espíritu Santo aparecen a lo largo de los Hechos, por ejemplo Hechos 1:5 y 8 afirmando hacia el principio, Porque Juan ciertamente bautizó con agua; pero vosotros seréis bautizados en el Espíritu Santo. ...Recibiréis poder, cuando el Espíritu Santo venga sobre vosotros, refiriéndose al cumplimiento de la profecía de Juan el Bautista en Lucas 3:16, os bautizará en el Espíritu Santo.

#### Literatura joánica
Los  siguientes tres términos separados, Espíritu Santo, Espíritu de la Verdad y Paráclito se utilizan en los  escritos joánicos. El "Espíritu de la Verdad" se utiliza en Juan 14:17, 15:26, y 16:13. La Primera Epístola de Juan contrasta entonces con el "espíritu de error" en 1 Juan 4:6. 1 Juan 4:1-6 proporciona la separación entre los espíritus "que confiesan que Jesucristo ha venido en carne es de Dios" y los que en el error lo rechazan - una indicación de que son espíritus malignos.
En Juan 14:26, Jesús declara: "Pero el Consolador, [el] Espíritu Santo, que el Padre enviará en mi nombre, él os enseñará todas las cosas". La identidad del "Consolador" ha sido objeto de debate entre los teólogos, que han propuesto múltiples teorías al respecto.

#### Epístolas paulinas

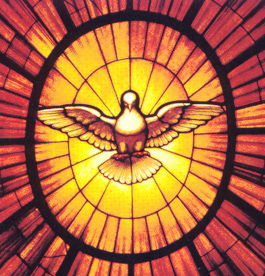
Vidriera que representa al Espíritu Santo en forma de paloma, c. 1660.

El Espíritu Santo desempeña un papel clave en las epístolas paulinas; y la pneumatología del  apóstol Pablo está estrechamente relacionada con su teología y cristología, hasta el punto de ser casi inseparable de ellas.
La Primera Epístola a los Tesalonicenses, que probablemente fue la primera de las cartas de Pablo, introduce una caracterización del Espíritu Santo en 1 Tesalonicenses 1:6 y 1 Tesalonicenses 4:8 que se encuentra a lo largo de sus epístolas. En 1 Tesalonicenses 1:6 Pablo se refiere a la imitación de Cristo (y de sí mismo) y afirma: Y os hicisteis imitadores de nosotros y del Señor, habiendo recibido la palabra en medio de mucha aflicción, con la alegría del Espíritu Santo, cuya fuente se identifica en 1 Tesalonicenses 4:8 como Dios, que os da su Espíritu Santo.
Estos dos temas de recibir el Espíritu "como Cristo" y de que Dios es la fuente del Espíritu persisten en las cartas paulinas como caracterización de la relación de los cristianos con Dios. Para Pablo la imitación de Cristo implica la disposición a ser modelados por el Espíritu Santo, como en Romanos 8:4 y 8:11: "Pero si el Espíritu del que resucitó a Jesús de entre los muertos habita en vosotros, el que resucitó a Cristo Jesús de entre los muertos dará vida también a vuestros cuerpos mortales por medio de su Espíritu que habita en vosotros. "
La Primera Epístola a los Tesalonicenses también se refiere al poder del Espíritu Santo en 1 Tesalonicenses 1:5, un tema que también se encuentra en otras cartas paulinas.

#### En los evangelios apócrifos
La visión del Espíritu Santo como responsable del embarazo de María, que se encuentra en los Evangelios Sinópticos, es diferente del que se encuentra en el  apócrifol Evangelio de los Hebreos, adoptado como canónico por los nazarenos del siglo IV, en el que Jesús habla del Espíritu Santo como su madre y, por tanto, como femenino. Algunos pensaban que la feminidad era incompatible con la idea de que Jesús fue concebido por el Espíritu Santo; según el Evangelio de Felipe apócrifo, por ejemplo,
Algunos dicen: "María concibió por el Espíritu Santo". Están en un error. No saben lo que dicen. ¿Cuándo ha concebido una mujer por una mujer? lo cual es un desvarío ya que un espíritu no es masculino ni femenino.

#### Jesús y el Espíritu Santo

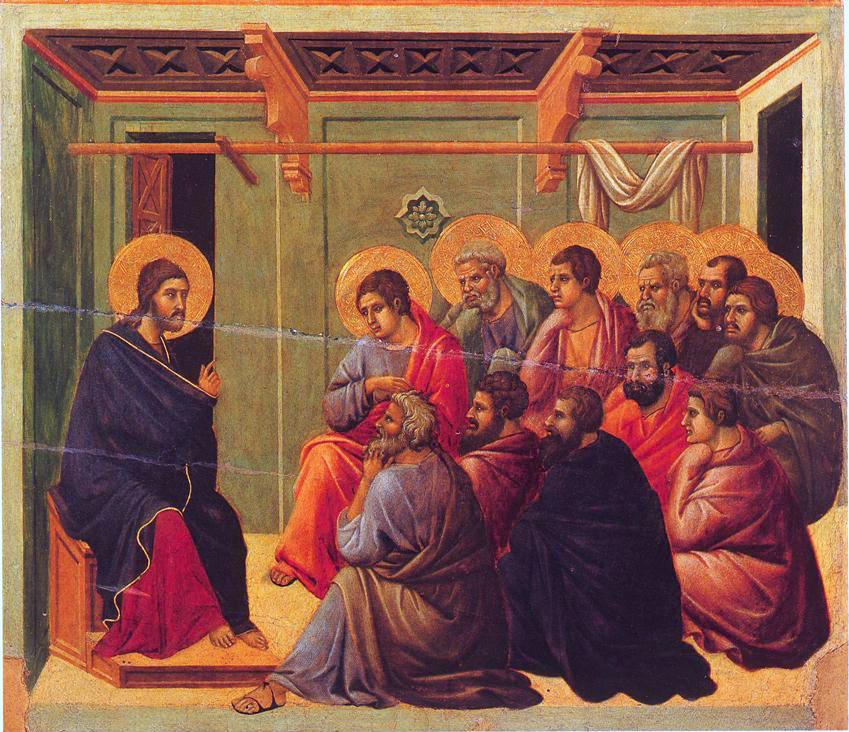
In the Farewell Discourse Jesus promised to send the Holy Spirit to his disciples after his departure, depiction from the Maesta by Duccio, 1308–1311.

El Nuevo Testamento detalla una estrecha relación entre el Espíritu Santo y Jesús durante su vida y ministerio terrenal. El Credo de los Apóstoles se hace eco de las declaraciones de los Evangelios de Lucas y Mateo, afirmando que Jesús fue concebido por el Espíritu Santo y nació de la Virgen María.
Las referencias específicas del Nuevo Testamento a la interacción de Jesús y el Espíritu Santo durante su vida terrenal, y al poder habilitador del Espíritu Santo durante el su ministerio incluyen:
- "Espíritu sin medida" habiendo sido dado a Jesús en John 3:34, refiriéndose a que la palabra hablada por Jesús (Rhema) era las palabras de Dios.

- Bautismo de Jesús, con el Espíritu Santo descendiendo sobre él como una paloma en Mateo 3:13-17, Marcos 1:9-11 y Lucas 3:21-23.
- Tentación de Jesús, en Mateo 4:1 el Espíritu Santo llevó a Jesús al desierto para ser tentado.
- El Espíritu expulsando a los demonios en el milagro de la curación del poseído ciego y mudo.
- Alegra el Espíritu en Lucas 10:21 donde setenta discípulos son enviados por Jesús.
- En Hechos 1:2 se afirma que, hasta su muerte y resurrección, Jesús "había dado órdenes por medio del Espíritu Santo a los apóstoles".
- Refiriéndose al sacrificio de Jesús para ser crucificado por obediencia al padre, Hebreos 9:14 afirma que Jesús "por el Espíritu eterno se ofreció a sí mismo sin mancha a Dios".

En su Discurso de Despedida a sus discípulos, Jesús prometió que les "enviaría el Espíritu Santo" después de su partida, en Juan 15:26 afirmando: "al que yo os enviaré de parte del Padre, [el] Espíritu de la verdad ... dará testimonio de mí".

## Doctrinas dominantes
La teología de los espíritus se llama pneumatología. El Espíritu Santo es referido como el Señor y Dador de Vida en el credo de Nicea. Es el Creador Espíritu, presente antes de la creación del universo y por su poder todo fue hecho en Jesucristo, por Dios Padre. himnos cristianos como "Veni Creator Spiritus" ("Ven, Espíritu Creador") reflejan esta creencia.
En el cristianismo primitivo, el concepto de salvación estaba estrechamente relacionado con la invocación del "Padre, el Hijo y el Espíritu Santo", y desde el siglo I, los cristianos han invocado a Dios con el nombre de "Padre, Hijo y Espíritu Santo" en la oración, el bautismo, la comunión, el exorcismo, el canto de himnos, la predicación, la confesión, la absolución y la bendición. Esto se refleja en el dicho: "Antes de que existiera una 'doctrina' de la Trinidad, la oración cristiana invocaba a la Santísima Trinidad".
Para la mayoría de las confesiones cristianas, el Espíritu Santo es la tercera Persona de la Santísima Trinidad - Padre, Hijo y Espíritu Santo, y es el Dios todopoderoso. Como tal es personal y también plenamente Dios, co-igual y co-eterno con Dios Padre e Hijo de Dios. Se diferencia del Padre y del Hijo en que procede del Padre (y, según Iglesia católica, Iglesia católica antigua, Anglicanismo, y el Protestantismo, del Padre y del Hijo) como se describe en el Símbolo niceno-constantinopolitano. El Dios Trino se manifiesta así como tres Personas (griego hipóstasis), en un solo ser divino (Griego:  sustancia), llamada la Cabeza de Dios (del inglés antiguo: Godhood), la Esencia Divina de Dios.
En el Nuevo Testamento, por el poder del Espíritu Santo Jesús fue concebido en el vientre de la Virgen María, mientras manteniendo su virginidad. El Espíritu Santo descendió sobre Jesús de forma corpórea, como una paloma, en el momento del su bautismo, y se oyó una voz del Cielo: "Este es mi Hijo amado en quien me complazco" Él es el Santificador, el Ayudante, Consolador, el Dador de gracias, el que conduce a las personas al Padre y al Hijo.
Al Espíritu Santo se le atribuye inspirar a los creyentes y permitirles interpretar toda la Sagrada Escritura, y guía a los profetas tanto en el Antiguo Testamento como en el Nuevo Testamento. Los cristianos reciben los Frutos del Espíritu Santo por medio de su merced y gracia divina.

### Dios Espíritu Santo

Representación de la Trinidad que consiste en Dios Espíritu Santo junto con Dios Padre y Dios Hijo (Jesús).

La doctrina cristiana de la  Trinidad incluye el concepto de Dios Espíritu Santo, junto con Dios Hijo y Dios Padre. El teólogo Vladimir Lossky ha argumentado que mientras que, en el acto de la Encarnación, Dios Hijo se manifestó como el Hijo de Dios, no ocurrió lo mismo con Dios Espíritu Santo que permaneció sin revelar. Sin embargo, como en 1 Corintios 6:19, Dios Espíritu Santo sigue habitando en los fieles.
De manera similar, el tratado latino De Trinitate de  San Agustín afirma: Porque así como el Padre es Dios, y el Hijo es Dios, y el Espíritu Santo es Dios, lo cual nadie duda que se diga respecto a la sustancia, sin embargo no decimos que la misma Suprema Trinidad sea tres Dioses, sino un solo Dios. ...Pero la posición, y la condición, y los lugares, y los tiempos, no se dice que estén en Dios propiamente, sino metafóricamente y a través de similitudes. ...Y en cuanto a la acción (o el hacer), tal vez pueda decirse con mayor verdad de Dios solo, porque Dios solo hace y Él mismo no es hecho. Tampoco está sujeto a las pasiones en lo que respecta a la sustancia por la que es Dios. ...Así, el Padre es omnipotente, el Hijo omnipotente y el Espíritu Santo es omnipotente; pero no tres omnipotentes, sino uno omnipotente. ... Todo lo que, por lo tanto, se habla de Dios con respecto a sí mismo, se habla a la vez individualmente de cada Persona, es decir, del Padre, y del Hijo, y del Espíritu Santo; y conjuntamente de la Trinidad misma, no pluralmente sino en singular.
En la teología cristiana se cree que el Espíritu Santo realiza funciones divinas específicas en la vida del cristiano o de la iglesia. La acción del Espíritu Santo se considera una parte esencial de la incorporación de la persona a la fe cristiana. El nuevo creyente "nace de nuevo del Espíritu". El Espíritu Santo hace posible la vida cristiana al habitar en los creyentes individuales y los capacita para vivir una vida justa y fiel. El Espíritu Santo también actúa como consolador o Paráclito, uno que intercede, o apoya o actúa como abogado, particularmente en tiempos de prueba. Y actúa para convencer a la persona no redimida tanto de la pecaminosidad de sus acciones como de su situación moral como pecadores ante Dios. Otra facultad del Espíritu Santo es la inspiración e interpretación de las escrituras. El Espíritu Santo inspira la escritura de las Escrituras y las interpreta para el cristiano y la Iglesia.

### Procesión del Espíritu Santo
En Juan 15:26, Jesús dice del Espíritu Santo: Pero cuando venga el Consolador, que yo os enviaré de parte del Padre, el Espíritu de la verdad, que procede del Padre, él dará testimonio de mí. En el año 325, el Primer Concilio de Nicea, siendo el primer concilio ecuménico, terminó su Credo con las palabras «y en el Espíritu Santo». En el año 381, el Primer Concilio de Constantinopla, siendo el segundo concilio ecuménico, amplió el Credo y declaró que el Espíritu Santo «procede del Padre» (ἐκ τοῦ Πατρὸς ἐκπορευόμενον). Esta frase se basaba en Juan 15:26 (ὃ παρὰ τοῦ πατρὸς ἐκπορεύεται). En 451, el Concilio de Calcedonia, siendo el cuarto concilio ecuménico, afirmó el Credo Niceno-Constantinopolitano. En la misma época, la cuestión de la procesión del Espíritu Santo fue abordada por varios teólogos cristianos, expresando diversos puntos de vista y utilizando diferente terminología, iniciando así el debate que se centró en la cláusula Filioque.
En 589, el III Concilio de Toledo en su tercer canon aceptó oficialmente la doctrina de la procesión del Espíritu Santo desde el Padre y el Hijo (a Patre et Filio procedere). Durante los siglos siguientes, se fueron configurando dos escuelas de pensamiento distintas, la oriental y la occidental. Los teólogos orientales enseñaban que el Espíritu Santo procede sólo del Padre (noción denominada monoprocesionismo), mientras que los teólogos occidentales enseñaban que el Espíritu Santo procede del Padre y del Hijo (noción denominada filioquismo). Los debates y controversias entre ambos bandos se convirtieron en un importante punto de diferencia dentro de la pneumatología cristiana, incluso por su papel histórico en la preparación del Gran Cisma de 1054.

### Frutos y Dones del Espíritu

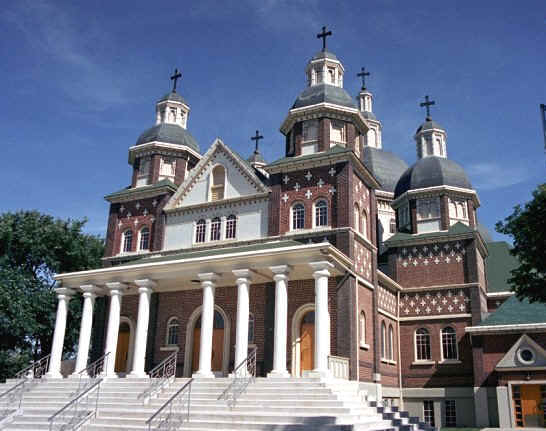
La Catedral de San Josafat en Edmonton, Alberta, Canadá, tiene forma de cruz con siete cúpulas de cobre que representan los Siete Dones del Espíritu Santo

El "fruto del Espíritu Santo" consiste en "disposiciones permanentes" (en esto se asemeja al carácter permanente de los sacramentoss), características virtuosas engendradas en el cristiano por la acción del Espíritu Santo. Gálatas 5:22-23 nombra nueve aspectos y afirma:
Pero el fruto del Espíritu es amor, alegría, paz, longanimidad, bondad, fidelidad, mansedumbre, dominio propio; contra esto no hay ley.
En la Epístola a los Gálatas estas nueve características contrastan con las "obras de la carne" y destacan las manifestaciones positivas de la obra del Espíritu Santo en los creyentes.
Los "dones del Espíritu Santo" son distintos del Fruto del Espíritu, y consisten en habilidades específicas concedidas al individuo cristiano. Se conocen frecuentemente por la palabra griega para don, charisma, en inglés charism, de la que deriva el término carismático. No hay una lista exhaustiva generalmente acordada de los dones, y varias confesiones cristianas utilizan diferentes listas, a menudo basándose en la 1 Corintios, Romans 12 y Efesios 4. Las confesiones pentecostales y el movimiento carismático enseñan que la ausencia de los dones sobrenaturales se debió al descuido del Espíritu Santo y su obra por parte de las principales confesiones cristianas. Los creyentes en la relevancia de los dones sobrenaturales a veces hablan de un Bautismo con el Espíritu Santo o Llenado con el Espíritu Santo que el cristiano necesita experimentar para recibir esos dones. Sin embargo, muchas confesiones cristianas sostienen que el Bautismo con el Espíritu Santo es idéntico a la conversión, y que todos los cristianos son por definición bautizados en el Espíritu Santo.
Los " siete dones del Espíritu Santo" se derraman sobre un creyente en el bautismo, y se derivan tradicionalmente del Isaías 11:1-2, aunque el Nuevo Testamento no hace referencia a Isaías 11:1-2 con respecto a estos dones. Estos 7 dones son: sabiduría, entendimiento, consejo, fortaleza, conocimiento, piedad y Temor de Dios. Este es el punto de vista de la Iglesia católica y de muchos otros grupos cristianos dominantes.

## Variaciones confesionales

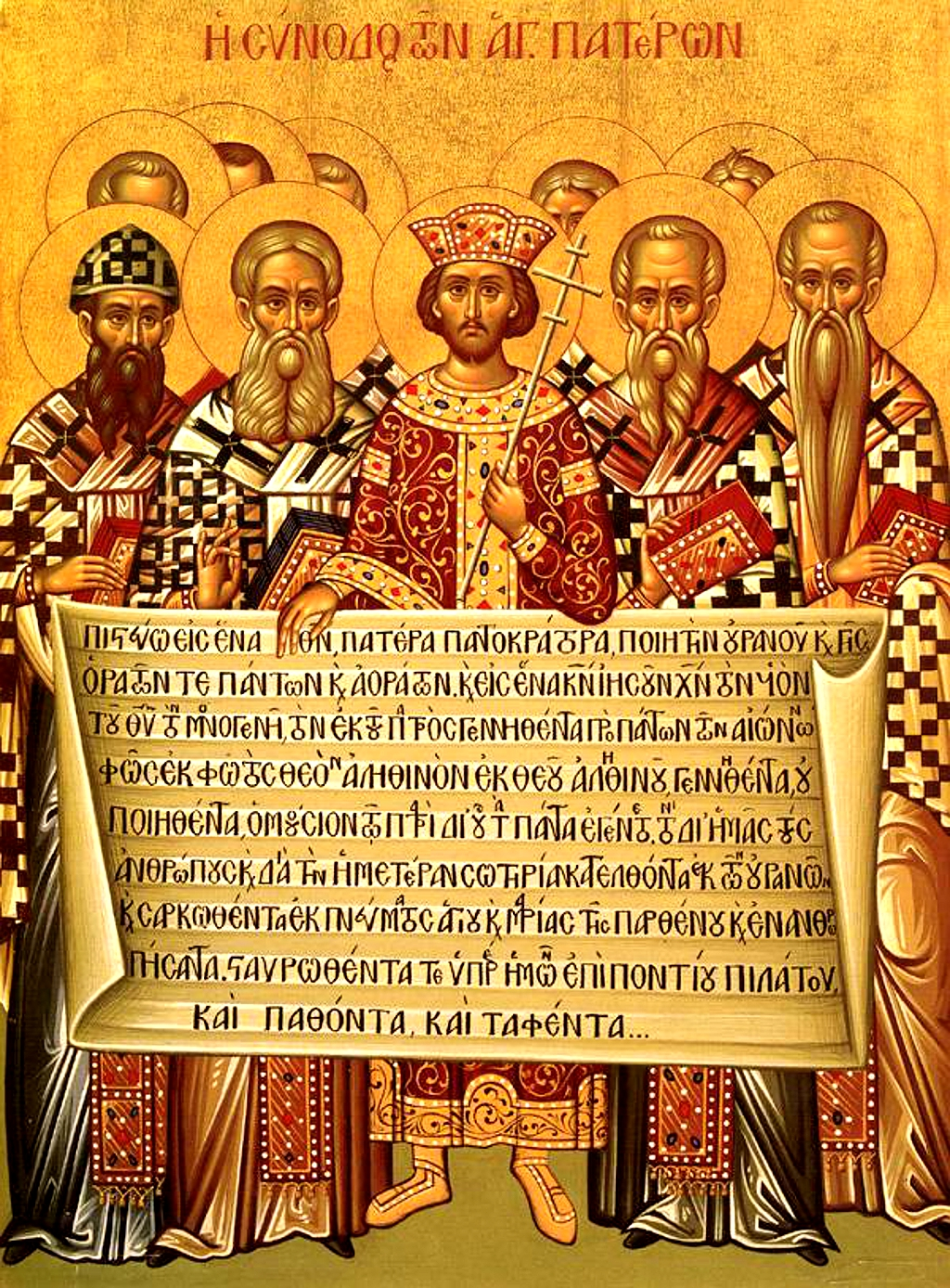
Icon of the Fathers of the Council holding the Nicene Creed.

Las confesiones cristianas tienen variaciones doctrinales en sus creencias sobre el Espíritu Santo. Un ejemplo bien conocido es la controversia del Filioque respecto al Espíritu Santo - una de las diferencias clave entre las enseñanzas de las principales iglesias occidentales y varias confesiones  cristianas orientales (Iglesia ortodoxa, Iglesias ortodoxas orientales, Iglesia del Oriente).
El debate Filioque se centra en si el Credo de Nicea debe afirmar que el Espíritu "procede del Padre" y luego tener una parada, como el credo fue adoptado inicialmente en griego (y seguido después por la Iglesia de Oriente), o debe decir "del Padre y del Hijo" como fue adoptado después en latín y seguido por la Iglesia de Occidente, siendo filioque "y del Hijo" en latín.
Hacia finales del siglo XX, se discutió la eliminación del Filioque en el Credo Niceno de los libros de oración anglicanos en la línea del enfoque de los ortodoxos y de los ortodoxos orientales, pero todavía no se ha llegado a una aplicación definitiva.
La mayoría de la corriente principal del Protestantismo mantiene puntos de vista sobre la teología del Espíritu Santo similares a los de la Iglesia católica, pero hay diferencias significativas en las creencias entre el Pentecostalismo y el resto del Protestantismo. El pentecostalismo se centra en el "bautismo con el Espíritu", basándose en Hechos 1:5, que se refiere a "ahora bautizaréis con el Espíritu Santo". Los movimientos carismáticos más recientes se centran en los "dones del Espíritu" (como la curación, la profecía, etc. ) y se basan en 1 Corintios 12 como base bíblica, pero a menudo difieren de los movimientos pentecostales.
Los puntos de vista del Antitrinitarismo sobre el Espíritu Santo difieren significativamente de la corriente principal de la doctrina cristiana.

### Catolicismo
El Espíritu Santo ha sido un tema en al menos dos encíclicas papales:
- Divinum illud munus - Papa León XIII (1897)
- Dominum et vivificantem - Papa Juan Pablo II (1986)

El tema del Espíritu Santo se trata ampliamente en el Catecismo de la Iglesia Católica como "Creo en el Espíritu Santo" en los párrafos 683 a 747.

### Testigos de Jehová y Cristadelfianos
Los Testigos de Jehová y los Cristadelfianos ven al Espíritu Santo no como una persona real separada de Dios el Padre, sino como la "energía" o "fuerza activa" eterna de Dios, que utiliza para cumplir su voluntad en la creación y la redención.

### La Iglesia de Jesucristo de los Santos de los Últimos Días
Los miembros de La Iglesia de Jesucristo de los Santos de los Últimos Días (Iglesia SUD) creen que el Espíritu Santo es el tercer miembro de Cabeza de Dios. Es un personaje de espíritu, sin cuerpo de carne y huesos. A menudo se le llama el Espíritu, el Espíritu Santo, el Espíritu de Dios, el Espíritu del Señor o el Consolador. Los Santos de los Últimos Días creen en una especie de trinitarismo social y subordinacionismo, lo que significa que el Padre, el Hijo y el Espíritu Santo se entienden como unificados en voluntad y propósito, pero no en sustancia. Se cree que el Espíritu Santo está subordinado al Padre y al Hijo y opera bajo su dirección. Se cree que el Espíritu Santo, como todos los seres inteligentes, es fundamentalmente eterno, no creado y autoexistente.
La Iglesia SUD enseña que la influencia del Espíritu Santo puede recibirse antes del bautismo, pero el don, o la compañía constante, del Espíritu Santo -que viene por la imposición de manos de un poseedor del sacerdocio debidamente ordenado con una línea de autoridad que se remonta a Cristo a través de Pedro- se obtiene sólo después del bautismo cuando una persona es confirmada. Joseph Smith, el fundador de la iglesia, enseñó: "Podrías bautizar tanto a un saco de arena como a un hombre", dijo, "si no se hace con vistas a la remisión de los pecados y a obtener el Espíritu Santo. El bautismo por agua no es más que la mitad de un bautismo, y no sirve para nada sin la otra mitad, es decir, el bautismo del Espíritu Santo".

## Simbolismo y arte

### Simbolismo

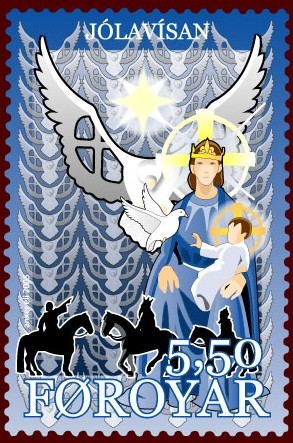
The Holy Spirit as a dove on a stamp from Faroe Islands.

El Espíritu Santo es frecuentemente referido por metáfora y símbolo, tanto doctrinal como bíblicamente. Teológicamente hablando, estos símbolos son una clave para entender al Espíritu Santo y sus acciones, y no son meras representaciones artísticas.
- Agua - significa la acción del Espíritu Santo en el bautismo, de tal manera que a la manera de que "por un solo Espíritu [los creyentes] fueron todos bautizados", así son "hechos para beber de un solo Espíritu".[135] Así, el Espíritu es también personalmente el agua viva que brota de Cristo crucificado[136] como su fuente y que brota en los cristianos para la vida eterna.[134][137] El Catecismo de la Iglesia Católica, punto 1137, considera la referencia Agua de la Vida en el Libro del Apocalipsis[138] "uno de los más bellos símbolos del Espíritu Santo".[139]
- Unción - El simbolismo de la bendición con aceite también significa el Espíritu Santo, hasta el punto de convertirse en un sinónimo del Espíritu Santo. La venida del Espíritu se conoce como su "unción".[140] En algunas confesiones la unción se practica en la Confirmación; ("crismación" en el Iglesias Orientales). Su plena fuerza sólo puede ser comprendida en relación con la unción primaria realizada por el Espíritu Santo, la de Jesús. El título "Cristo" (en hebreo, mesías) significa el "ungido" por el Espíritu de Dios.[134][137]
- Fuego - simboliza la energía transformadora de las acciones del Espíritu Santo. En forma de lenguas "como de fuego", el Espíritu Santo se posó sobre los discípulos en la mañana de Pentecostés.[134][137]
- Nube y luz - El Espíritu viene sobre la Virgen María y la "ensombrece", para que pueda concebir y dar a luz a Jesús. En el monte de la transfiguración, el Espíritu en la "nube vino y cubrió con su sombra" a Jesús, a Moisés y a Elías, a Pedro, a Santiago y a Juan, y "una voz salió de la nube, diciendo: "Este es mi Hijo, mi Elegido; escuchadle"".[141]
- La paloma - Cuando Cristo sale del agua de su bautismo, el Espíritu Santo, en forma de paloma, desciende sobre él y permanece con él.[134][137][142]
- Viento - El Espíritu es comparado con el "viento que sopla donde quiere",[143] y descrito como "un sonido del cielo como el de un viento fuerte".

### Arte y arquitectura
.
.

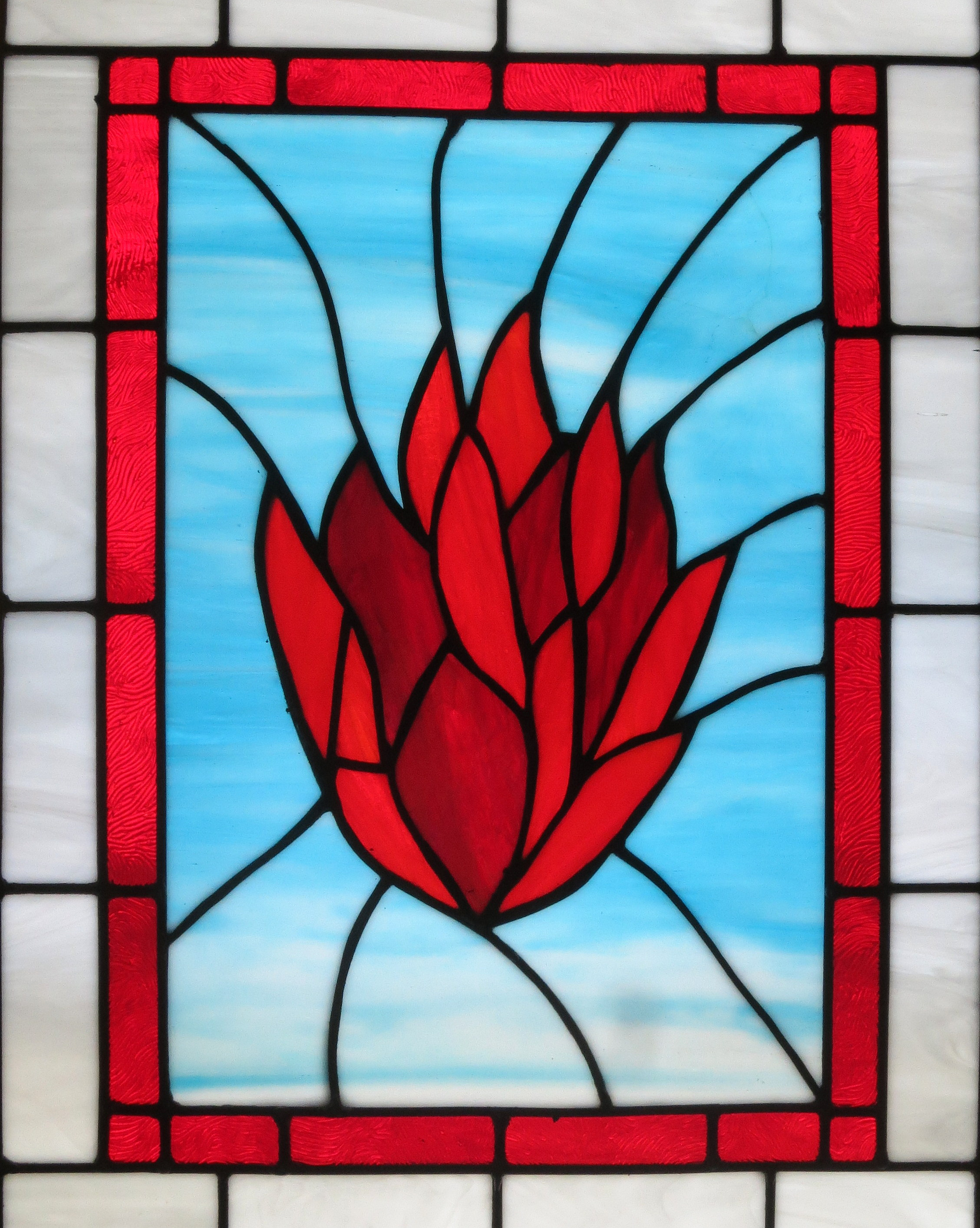
Vidrio manchado en la Iglesia de la Ascensión (Johnstown, Ohio) mostrando el fuego, un símbolo del Espíritu Santo

El Espíritu Santo como paloma en la Anunciación de Rubens, 1628

El Espíritu Santo ha sido representado en el arte cristiano tanto en la Oriental como en la Iglesia Occidentala través de diversas representaciones. Las representaciones han variado desde figuras casi idénticas que representan a las tres personas de la Santísima Trinidad, a una paloma, a una llama.
El Espíritu Santo se representa a menudo como una paloma, basándose en el relato de que el Espíritu Santo descendió sobre Jesús como una paloma cuando fue bautizado en el Jordania. En muchas pinturas de la Anunciación, el Espíritu Santo se muestra en forma de paloma, descendiendo hacia María en rayos de luz, mientras el Arcángel Gabriel anuncia la llegada de Jesucristo a María. También puede verse una paloma al oído de San Gregorio Magno -según consta en su secretario- o de otros autores padres de la Iglesia, dictándoles sus obras. La paloma también es paralela a la que trajo la rama de olivo a Noé después del diluvio, como símbolo de paz.
El libro de los Hechos describe que el Espíritu Santo descendió sobre los apóstoles en Pentecostés en forma de viento y lenguas de fuego que se posaron sobre las cabezas de los apóstoles. Basándose en las imágenes de ese relato, el Espíritu Santo se simboliza a veces con una llama de fuego.
El antiguo cristianos celtas representaba al Espíritu Santo como un ganso llamado Ah Geadh-Glas, que significa ganso salvaje. Se eligió un ganso en lugar de la paloma tradicional porque los gansos eran percibidos como más libres que sus homólogos de la paloma.

## Galería de imágenes

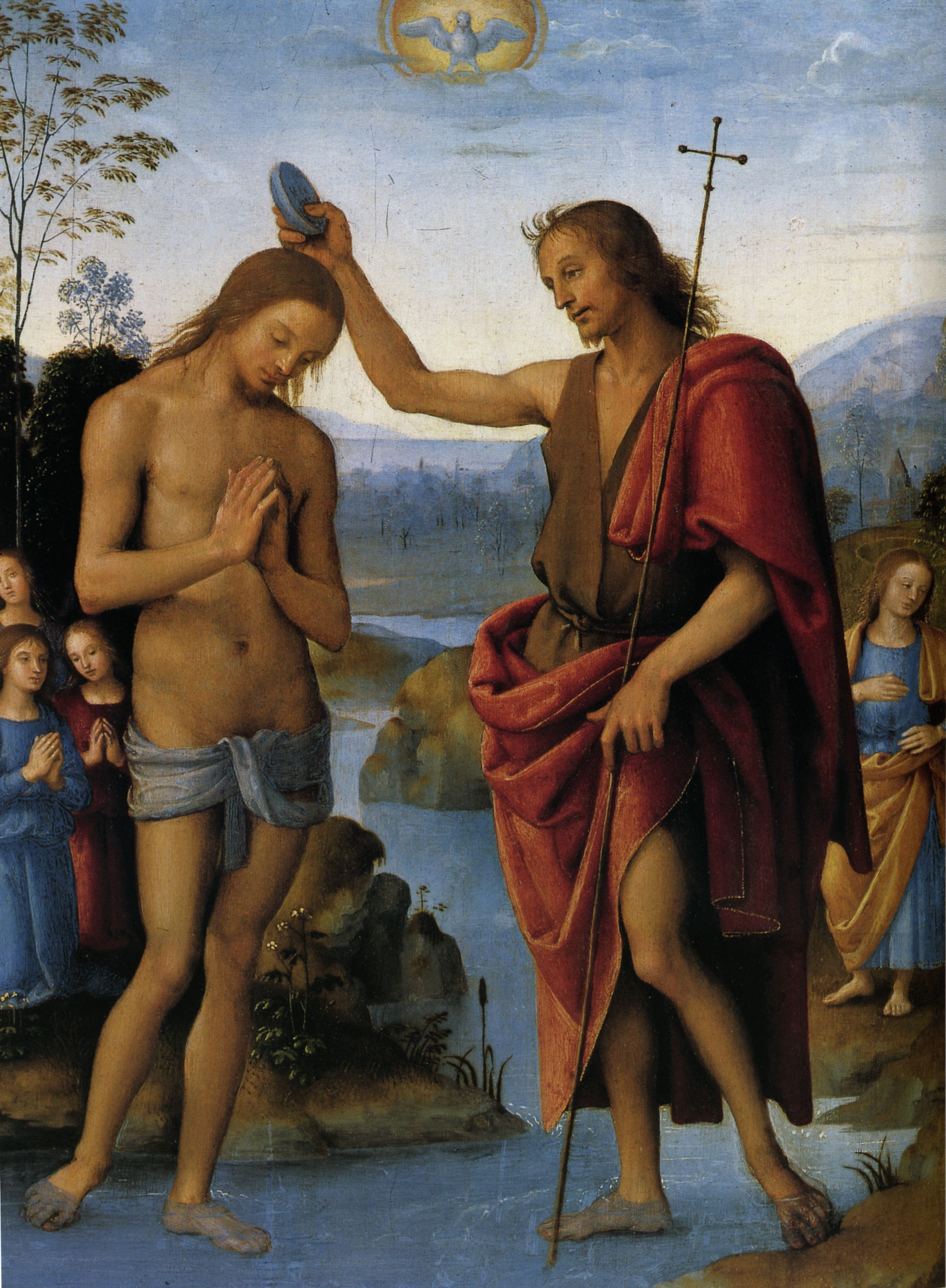
Representación de la paloma en el Bautismo de Cristo de Pietro Perugino , hacia 1498
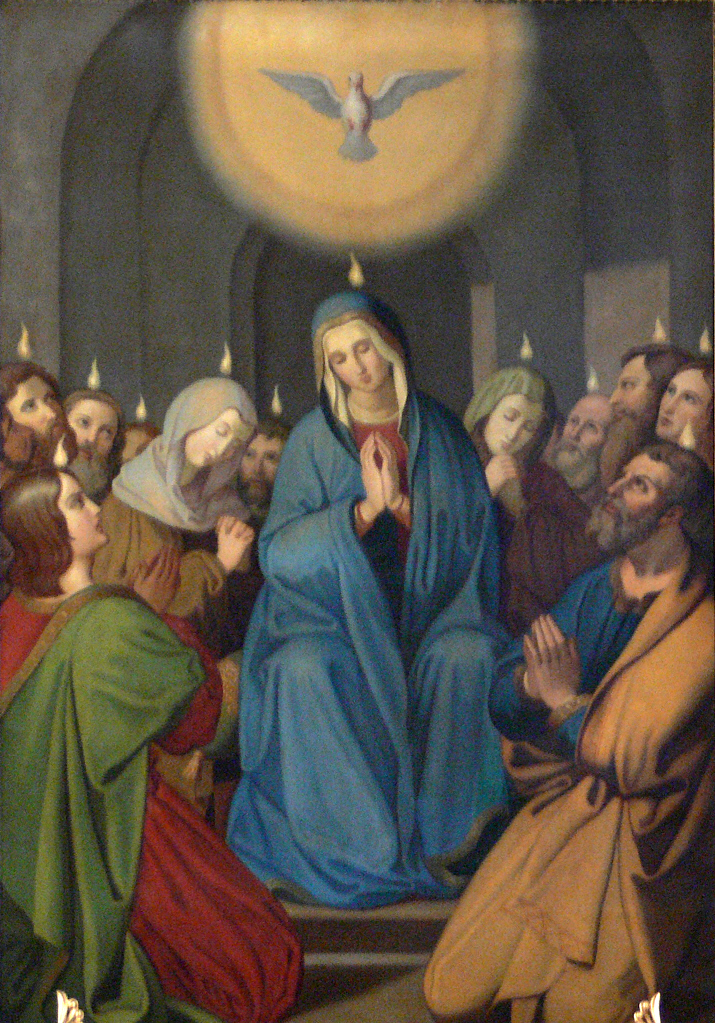
Representación como paloma y llamas, Ravensburg, Alemania, 1867
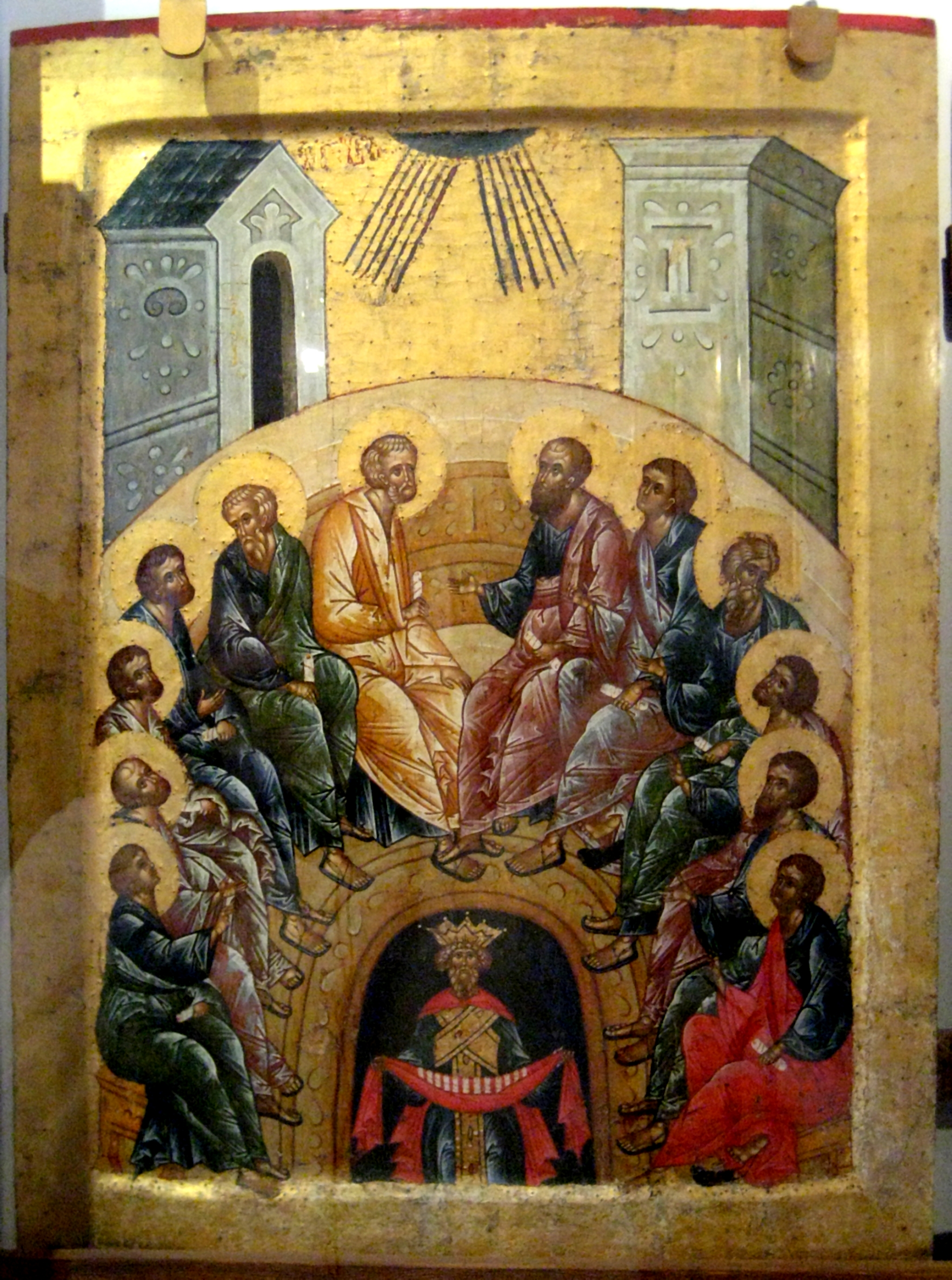
Representación del rayo de luz en el icono ruso de Pentecostés, siglo XV
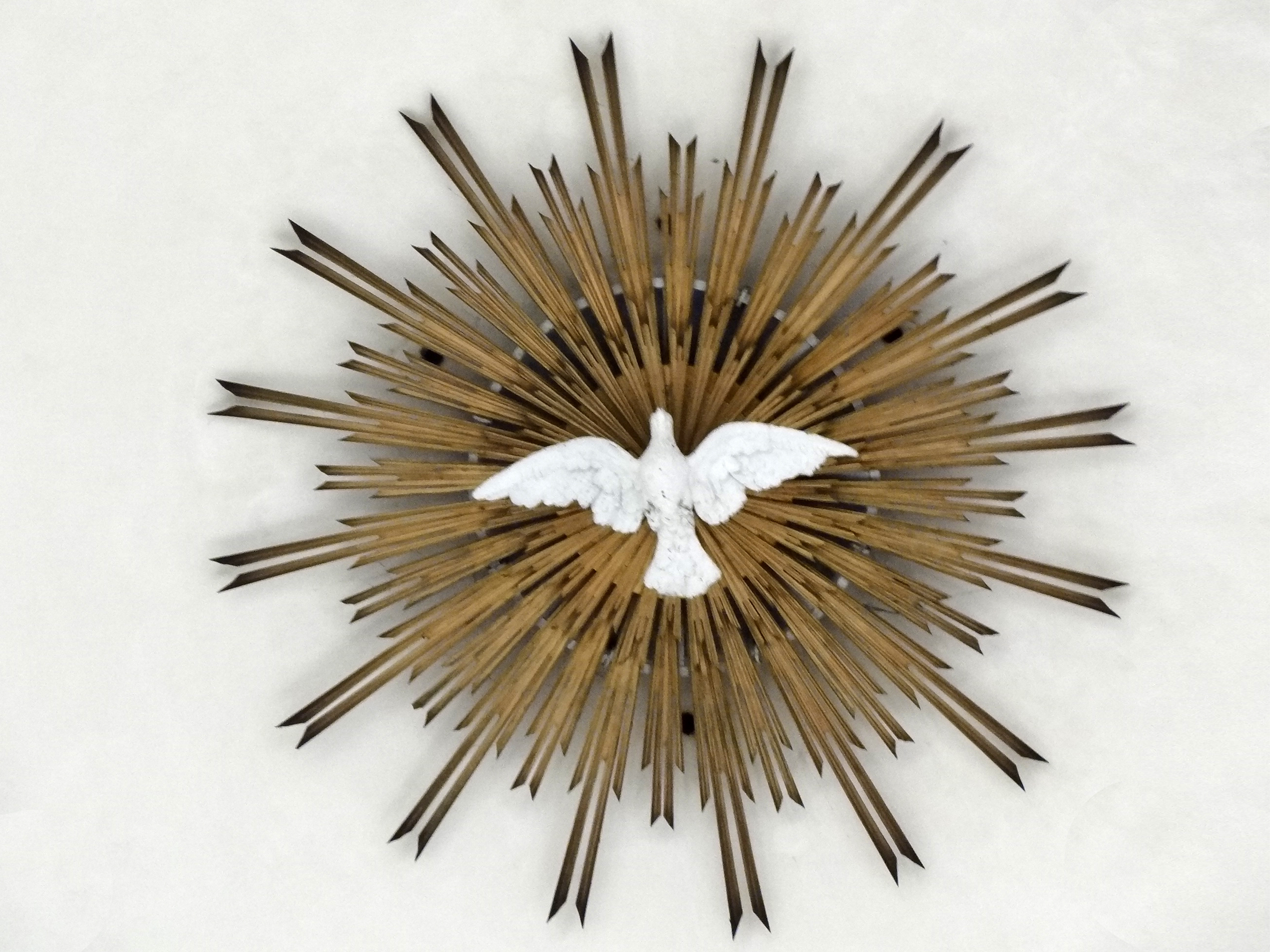
En la clave (interior de la cúpula) de la Iglesia de San Miguel Arcángel, Kaunas

#### Catedrales del Espíritu Santo

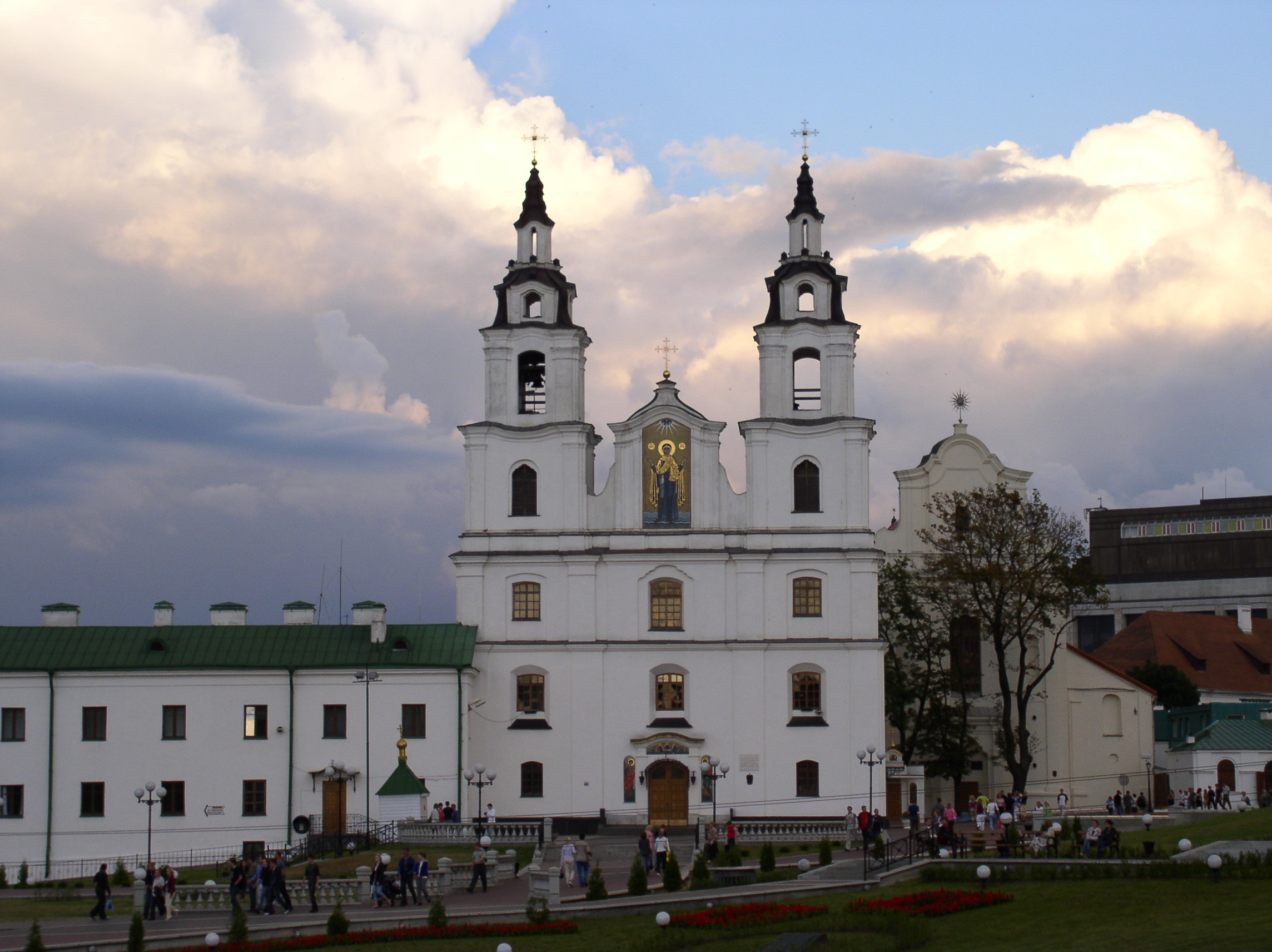
Catedral del Espíritu Santo (Minsk), Bielorrusia
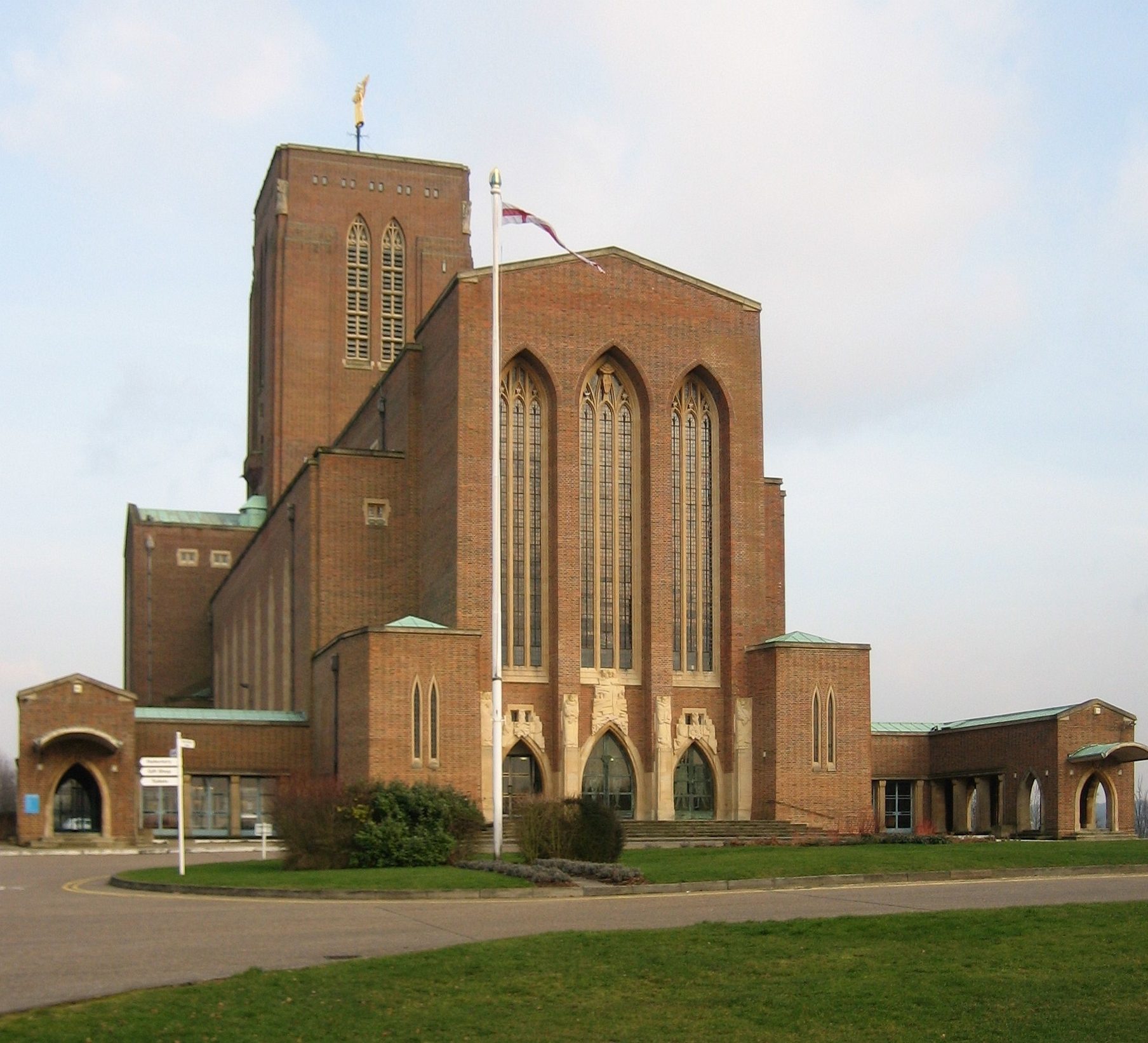
Catedral de Guildford, Reino Unido
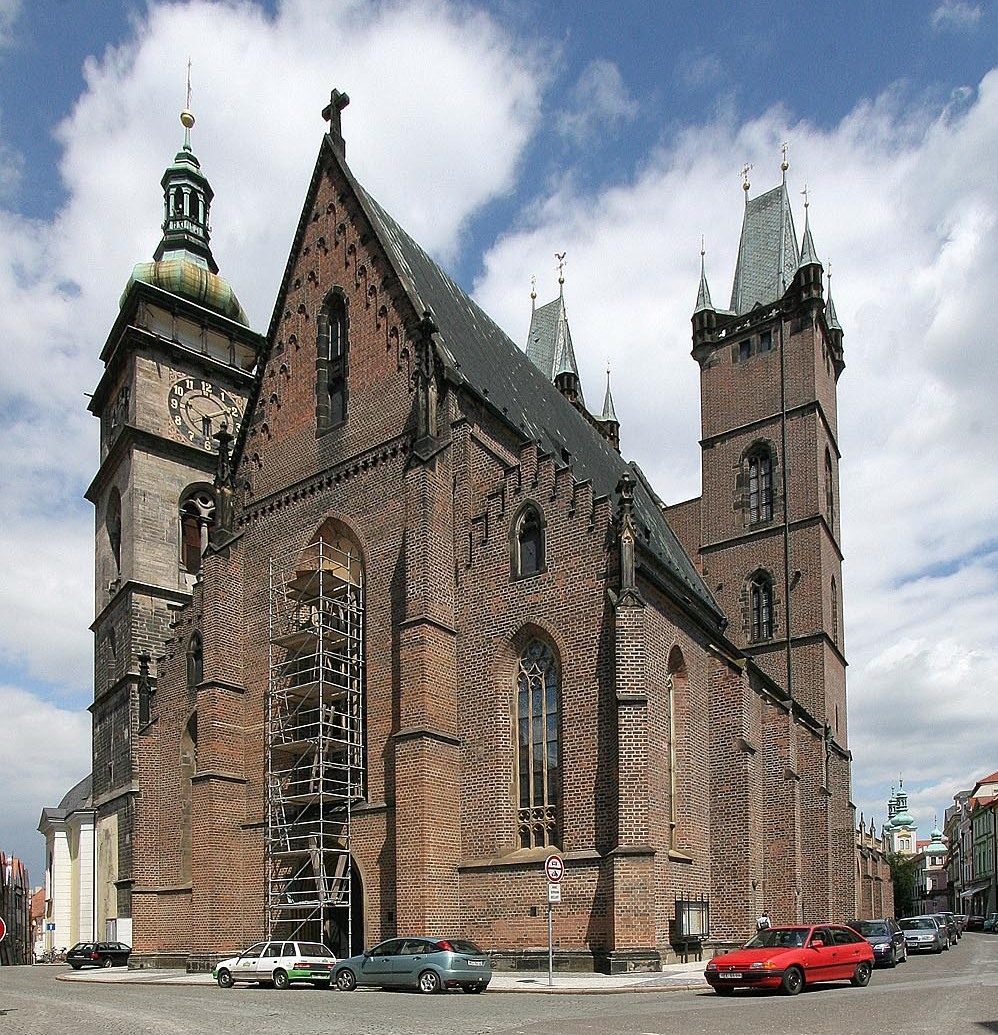
Catedral en Hradec Králové, República Checa